# Rifugi delle Dolomiti

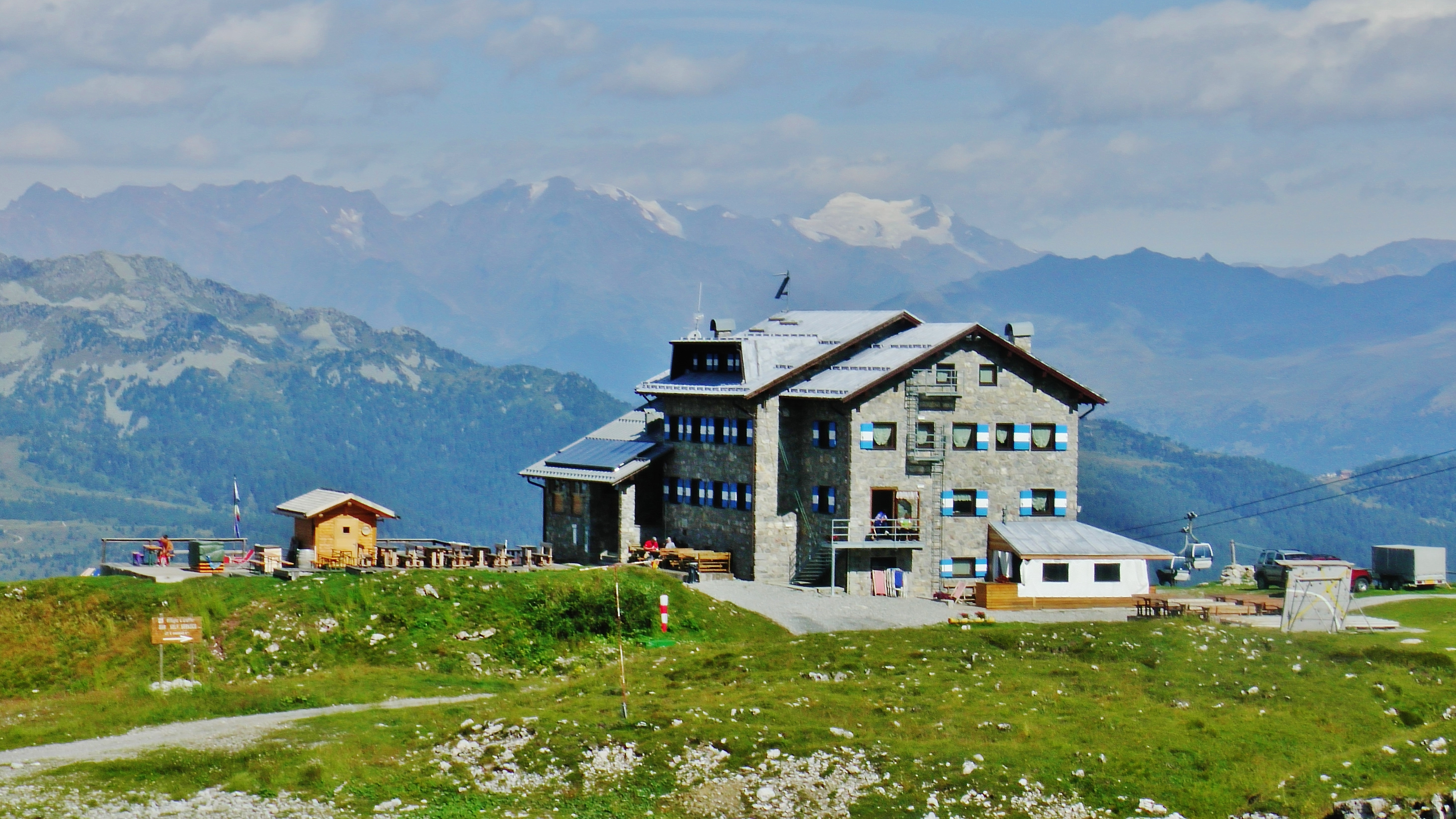
Il rifugio Graffer al Grostè, nelle Dolomiti di Brenta.

Questa è una lista dei rifugi e dei bivacchi delle Dolomiti situati a quota superiore ai 1.500 metri s.l.m..
Sono elencati solo i rifugi delle Dolomiti propriamente dette, escludendo quindi le Piccole Dolomiti, le Dolomiti friulane, le Dolomiti di Lienz, le Alpi dell'Adamello e della Presanella e il Gruppo Ortles-Cevedale.

## Lista
- Le colonne possono essere ordinate per mezzo dei pulsanti a fianco dei titoli.
- I numeri di telefono, in particolare quelli della telefonia mobile, possono aver subìto variazioni.

| Nome                         | Quota (m) | Gruppo              | Posti letto | Località                                  | Telefono     | Sito web                                                                 |
| ---------------------------- | --------- | ------------------- | ----------- | ----------------------------------------- | ------------ | ------------------------------------------------------------------------ |
| Al Cacciatore                | 1.860     | Brenta              | 50          | Val d'Ambiez                              | 0465-734141  |                                                                          |
| Alimonta                     | 2.587     | Brenta              | 94          | Vedretta degli Sfulmini                   | 0465-440366  |                                                                          |
| Bivacco Bonvecchio           | 2.790     | Brenta              | 6           | Cima Sassara                              | -            |                                                                          |
| Brentei                      | 2.182     | Brenta              | 90          | Val Brenta                                | 0465-441244  |                                                                          |
| Casinei                      | 1.825     | Brenta              | 60          | Poggio ai Casinei                         | 0465-442708  |                                                                          |
| Bivacco Costanzi Albasini    | 2.365     | Brenta              | 12          | Pra Castròn                               | -            |                                                                          |
| Dodici Apostoli              | 2.487     | Brenta              | 40          | Conca di Pratofiorito                     | 0465-503198  |                                                                          |
| Bivacco E. Castiglioni       | 3.145     | Brenta              | 4           | Crozzon di Brenta                         | -            | Archiviato il 10 novembre 2020 in Internet Archive.                      |
| Graffer al Grostè            | 2.261     | Brenta              | 70          | Grostè                                    | 0465-441358  |                                                                          |
| Bivacco Pinamonti            | 2.090     | Brenta              | 6           | Malga Tassullo                            | 0461-981871  |                                                                          |
| La Montanara                 | 1.525     | Brenta              | 26          | Malga Tovre                               | 0461-486008  |                                                                          |
| Peller                       | 2.022     | Brenta              | 40          | Monte Peller                              | 0463-536221  |                                                                          |
| Selvata                      | 1.630     | Brenta              | 24          | Pian della Selvata                        | 348-5390747  | http://www.rifugioselvata.it/                                            |
| Silvio Agostini              | 2.405     | Brenta              | 54          | Alta Val d'Ambièz                         | 0465-734138  | Archiviato il 23 giugno 2012 in Internet Archive.                        |
| Tommaso Pedrotti             | 2.487     | Brenta              | 120         | Sella del Rifugio                         | 0461-948115  |                                                                          |
| Tuckett                      | 2.271     | Brenta              | 132         | Alta Vallesinella                         | 0465-441226  |                                                                          |
| Alpe di Tires                | 2.440     | Catinaccio          | 70          | Sella di Tires                            | 0471-727958  |                                                                          |
| Antermoia                    | 2.476     | Catinaccio          | 44          | Lago d'Antermoia                          | 0462-602272  | Archiviato il 31 agosto 2011 in Internet Archive.                        |
| Baita Marino Pederiva        | 2.275     | Catinaccio          | 8           | Sella del Ciampàz                         | 0462-64710   |                                                                          |
| Bergamo al Principe          | 2.134     | Catinaccio          | 79          | Valle del Ciamin                          | 0471-642103  |                                                                          |
| Catinaccio                   | 1.960     | Catinaccio          | 30          | Gardeccia                                 | 0462-763257  |                                                                          |
| Ciampedie                    | 1.998     | Catinaccio          | 27          | Ciampedie                                 | 0462-764432  |                                                                          |
| Gardeccia                    | 1.949     | Catinaccio          | 44          | Gardeccia                                 | 0462-763152  |                                                                          |
| Fronza alle Coronelle        | 2.283     | Catinaccio          | 55          | Passo delle Coronelle                     | 0471-612033  |                                                                          |
| Negritella                   | 1.990     | Catinaccio          | 15          | Ciampedie                                 | 368-3656270  |                                                                          |
| Paolina                      | 2.125     | Catinaccio          | 15          | Passo di Costalunga                       | 0471-612008  |                                                                          |
| Passo Principe               | 2.599     | Catinaccio          | 55          | Passo Principe                            | 0462-764244  |                                                                          |
| Passo Santner                | 2.741     | Catinaccio          | 8           | Passo Santner                             | 340-6562228  |                                                                          |
| Paul Preuss                  | 2.243     | Catinaccio          | 8           | Porte Neigre                              | 0462-764847  |                                                                          |
| Re Alberto                   | 2.621     | Catinaccio          | 60          | Conca del Gartl                           | 0462-763428  |                                                                          |
| Roda di Vaèl                 | 2.280     | Catinaccio          | 50          | Sella del Ciampàz                         | 0462-764289  |                                                                          |
| Stella Alpina                | 1.963     | Catinaccio          | 28          | Gardeccia                                 | 0462-763270  |                                                                          |
| Vajolet                      | 2.243     | Catinaccio          | 120         | Porte Neigre                              | 0462-763292  |                                                                          |
| Bolzano                      | 2.457     | Sciliar             | 120         | Fiè allo Sciliar                          | 0471-612024  | Archiviato l'11 settembre 2021 in Internet Archive.                      |
| Bivacco Rigatti              | 2.650     | Latemar             | 9           | Forcella Grande del Latemar               | -            | Archiviato il 4 marzo 2016 in Internet Archive.                          |
| Bivacco Sieff                | 2.365     | Latemar             | 10          | Lasté di Valsorda                         | -            |                                                                          |
| Torre di Pisa                | 2.671     | Latemar             | 6           | Cima Valbona                              | 0462-501564  |                                                                          |
| Baita Fredarola              | 2.360     | Sella               | 25          | Belvedere                                 | 0462-602072  |                                                                          |
| Boè                          | 2.871     | Sella               | 55          | Col Turond                                | 0471-847303  |                                                                          |
| Capanna Piz Fassa            | 3.152     | Sella               | 20          | Piz Boè                                   | 0462-750342  |                                                                          |
| Cavazza al Pisciadù          | 2.585     | Sella               | 76          | Lago di Pisciadù                          | 0471-836292  |                                                                          |
| Ciampolìn                    | 2.040     | Sella               | 10          | Pécol                                     | 0462-602200  |                                                                          |
| Forcella Pordoi              | 2.849     | Sella               | 7           | Forcella Pordoi                           | 368-3557505  |                                                                          |
| Maria al Sass Pordoi         | 2.945     | Sella               | 6           | Sass Pordoi                               | 0462-601178  |                                                                          |
| Monti Pallidi                | 1.850     | Sella               | 23          | Pian Schiavaneis                          | 0462-601337  |                                                                          |
| Sass Becè                    | 2.423     | Sella               | 12          | Sass Becè al Pordoi                       | 0462-602084  |                                                                          |
| Bivacco Aldo Moro            | 2.565     | Lagorai             | 6           | Forcella di Bragarolo                     | -            |                                                                          |
| Bivacco Paolo e Nicola       | 2.180     | Lagorai             | 6           | Forcella di Valmaggiore                   | -            |                                                                          |
| Ottone Brentari              | 2.473     | Lagorai             | 56          | Lago di Cima d'Asta                       | 0461-594100  |                                                                          |
| Cauriol                      | 1.594     | Lagorai             | 8           | Val Sàdole                                | 337-230222   |                                                                          |
| Colbricòn                    | 1.927     | Lagorai             | 3           | Laghi di Colbricòn                        | 0439-768942  |                                                                          |
| Erdemolo                     | 2.036     | Lagorai             | 18          | Lago di Erdemolo                          | 0461-550077  |                                                                          |
| Malga Conseria               | 1.821     | Lagorai             |             | Testa di Val Campelle                     | -            |                                                                          |
| Malga Stellune               | 1.976     | Lagorai             |             | Val delle Stue                            | -            | http://www.trentinointavola.it/it/malghe/dettaglio_malga.php?IDMalga=213 |
| Passo Lusia                  | 2.056     | Lagorai             | 20          | Alpe di Lusia                             | 0462-573101  |                                                                          |
| Sette Stelle                 | 2.014     | Lagorai             | 30          | Val del Laner                             | 0461-550101  |                                                                          |
| Spruggio - Tonini            | 1.900     | Lagorai             | 16          | Alpeggio Malga Spruggio Alta              | 0461-683022  | Distrutto da incendio nel 2016                                           |
| Seròt                        | 1.640     | Lagorai             | 20          | Pozze dei Lagorai                         | 0461-764690  |                                                                          |
| Carlo Valentini              | 2.218     | Sassolungo          | 46          | Passo Sella                               | 0462-601183  |                                                                          |
| Col Rodella                  | 2.486     | Sassolungo          | 6           | Col Rodella                               | 338-3293620  |                                                                          |
| Comici                       | 2.153     | Sassolungo          | -           | Plan de Gralba                            | 0471-1930388 |                                                                          |
| Des Alpes                    | 2.440     | Sassolungo          | 14          | Col Rodella                               | 0462-601184  |                                                                          |
| Friedrich August             | 2.300     | Sassolungo          | 20          | Gabia                                     | 0462-764919  |                                                                          |
| Micheluzzi                   | 1.860     | Sassolungo          | 20          | Val Duron                                 | 0462-601443  |                                                                          |
| Salei                        | 2.225     | Sassolungo          | 20          | Col Rodella                               | 0462-602300  |                                                                          |
| Sandro Pertini               | 2.300     | Sassolungo          | 12          | Pian dei Sassi                            | 0462-750045  |                                                                          |
| Sassopiatto                  | 2.301     | Sassolungo          | 50          | Giogo di Fassa                            | 0462-601721  |                                                                          |
| Toni Demetz                  | 2.685     | Sassolungo          | 12          | Forcella del Sassolungo                   | 0471-795050  |                                                                          |
| Vicenza                      | 2.256     | Sassolungo          | 60          | Vallone del Sassolungo                    | 0471-792323  |                                                                          |
| Alla Seggiovia               | 2.100     | Marmolada           | 18          | Passo Fedaia                              | 0462-601181  |                                                                          |
| Baita Paradiso               | 2.130     | Marmolada           |             | Passo di San Pellegrino                   | 349-0614837  | Archiviato il 13 gennaio 2011 in Internet Archive.                       |
| Bivacco Bontadini            | 2.250     | Marmolada           | 5           | Località Padòn                            | -            |                                                                          |
| Bivacco Dal Bianco           | 2.720     | Marmolada           | 6           | Passo Ombretta                            | -            |                                                                          |
| Capanna Cima 11              | 2.100     | Marmolada           | 12          | Passo Fedaia                              | 0462-602290  |                                                                          |
| Capanna Punta Penìa          | 3.340     | Marmolada           | 6           | Punta Penia                               | 0462-764207  |                                                                          |
| Contrìn                      | 2.016     | Marmolada           | 112         | Val Contrin                               | 0462-601101  |                                                                          |
| Ettore Castiglioni           | 2.045     | Marmolada           | 60          | Passo Fedaia                              | 0462-601117  |                                                                          |
| Dolomia                      | 2.100     | Marmolada           | 49          | Passo Fedaia                              | 0462-601221  |                                                                          |
| Falier                       | 2.074     | Marmolada           | 45          | Valle Ombretta meridionale                | 0437-722005  |                                                                          |
| Flora Alpina                 | 1.800     | Marmolada           | 40          | Conca di Valfredda                        | 0437-599150  |                                                                          |
| Ghiacciaio Marmolada         | 2.700     | Marmolada           | 6           | Pian dei Fiacconi                         | 348-3539282  |                                                                          |
| Passo san Nicolò             | 2.338     | Marmolada           | 14          | Passo san Nicolò                          | 0462-763269  |                                                                          |
| Pian dei Fiacconi            | 2.650     | Marmolada           | 25          | Pian dei Fiacconi                         |              | Distrutto da valanga nel Dicembre 2020                                   |
| Tobià del Giaghèr            | 2.100     | Marmolada           | 15          | Ciampàc                                   | 0462-602385  |                                                                          |
| Vièl dal Pan                 | 2.432     | Marmolada           | 14          | Sasso Cappello                            | 0462-602226  |                                                                          |
| Baita Monzoni                | 1.792     | Monzoni             | 4           | Valle dei Monzoni                         | 337-452935   |                                                                          |
| Passo delle Selle            | 2.528     | Monzoni             | 16          | Passo delle Selle                         | 374-4039331  |                                                                          |
| Torquato Taramelli           | 2.040     | Monzoni             | 12          | Valle dei Monzoni                         | 368-3577617  | Archiviato il 4 marzo 2016 in Internet Archive.                          |
| Vallaccia                    | 2.275     | Monzoni             | 16          | Val Vallaccia                             | 0462-794922  |                                                                          |
| Baita Segantini              | 2.291     | Pale di San Martino | 2           | Passo Rolle                               | 0439-68251   |                                                                          |
| Bivacco Jellici              | 2.660     | Pale di San Martino | 2           | Sotto la Cima Bocche                      | -            |                                                                          |
| Bivacco Minazio              | 2.292     | Pale di San Martino | 6           | Cima Canali                               | -            |                                                                          |
| Bivacco Redolfi              | 2.335     | Pale di San Martino | 2           | Lago di Lusia                             | -            |                                                                          |
| Capanna Cervino              | 2.160     | Pale di San Martino | 18          | Passo Rolle                               | 0439-769095  |                                                                          |
| Capanna Passo Valles         | 2.032     | Pale di San Martino | 45          | Passo Valles                              | 0437-599136  |                                                                          |
| Bivacco Fiamme Gialle        | 3.005     | Pale di San Martino | 9           | Cimon della Pala                          | -            |                                                                          |
| Bivacco Giancarlo Biasin     | 2.645     | Pale di San Martino | 9           | Forcella Pizzòn d'Agnèr                   | -            |                                                                          |
| Bivacco Giorgio Brunner      | 2.750     | Pale di San Martino | 9           | Val Strutt                                | -            |                                                                          |
| Rosetta - Giovanni Pedrotti  | 2.581     | Pale di San Martino | 88          | Altopiano di Rosetta                      | 0439-68308   |                                                                          |
| Volpi al Mulaz               | 2.571     | Pale di San Martino | 110         | Regione Mulàz                             | 0437-599420  |                                                                          |
| Bivacco Guide di San Martino | 2.996     | Pale di San Martino | 4           | Vetta Pala di San Martino                 | -            |                                                                          |
| Lorenzo Bottari              | 1.573     | Pale di San Martino | 18          | Malga Costazza                            | 0437-599200  |                                                                          |
| Pradidali                    | 2.278     | Pale di San Martino | 64          | Lago Pradidali                            | 0439-64180   |                                                                          |
| Bivacco Renato Reali         | 2.519     | Pale di San Martino | 6           | Forcella Marmor                           | -            |                                                                          |
| Scarpa-Gurekian              | 1.750     | Pale di San Martino | 40          | Malga Losch del monte Agnèr               | 0437-67010   |                                                                          |
| Treviso                      | 1.640     | Pale di San Martino | 39          | Val Canali                                | 0439-62311   |                                                                          |
| Velo della Madonna           | 2.358     | Pale di San Martino | 62          | Avancorpo cima della Madonna              | 0439-768731  | Archiviato l'8 giugno 2010 in Internet Archive.                          |
| Baracca degli Alpini         | 2.922     | Tofane              | 7           | Tofana de Inze                            | -            |                                                                          |
| Angelo Dibona                | 2.083     | Tofane              | 68          | Alpe Miliera del Vallon di Tofana         | 0436-860294  |                                                                          |
| Duca d'Aosta                 | 2.098     | Tofane              | 15          | Arrivo seggiovia Piè Tofana               | 0436-2780    |                                                                          |
| Camillo Giussani             | 2.561     | Tofane              | 60          | Forcella Fontanegra                       | 0436-5740    |                                                                          |
| Pomedes                      | 2.303     | Tofane              | 31          | Punta Anna                                | 0436-862061  |                                                                          |
| Ra Valles                    | 2.578     | Tofane              | 10          | Ra Valles                                 | 0436-3461    |                                                                          |
| Guido Lorenzi                | 2.932     | Cristallo           | 25          | Forcella Staunies                         | CHIUSO       |                                                                          |
| Son Forca-Franchetti         | 2.235     | Cristallo           | 30          | Son Forca                                 | 0436-866192  |                                                                          |
| Gianni Palmieri              | 2.042     | Croda da Lago       |             | Lago Fedèra                               | 0436-862085  |                                                                          |
| Bivacco Malga Mondeval       | 2.155     | Croda da Lago       | 10          | Alpe di Mondeval                          | -            |                                                                          |
| Biella                       | 2.327     | Croda Rossa         | 45          | Porta Sora el Forn                        | 0436-866991  |                                                                          |
| Bivacco Fodara Vedla         | 1.980     | Croda Rossa         | 42          | Alpe di Fodera Vedla                      | -            |                                                                          |
| Pia Helbig Dall'Oglio        | 2.253     | Croda Rossa         |             | Alta Val Montesela                        | -            |                                                                          |
| Bivacco Baccon Barborka      | 2.620     | Fanes-Braies        | 6           | Cima Furcia Rossa                         | -            |                                                                          |
| Bivacco Gianni Dalla Chiesa  | 2.652     | Fanes-Braies        | 9           | Forcella Grande di Fanes                  | -            |                                                                          |
| Bivacco Della Pace           | 2.760     | Fanes-Braies        | 12          | Monte Costello                            | -            |                                                                          |
| Fanes                        | 2.060     | Fanes-Braies        | 72          | Alpe di Fanes Piccola                     | 0474-501097  |                                                                          |
| Lagazuoi                     | 2.752     | Fanes-Braies        | 74          | Vetta del Lagazuoi                        | 0436-867303  | Archiviato il 30 maggio 2009 in Internet Archive.                        |
| Lavarella                    | 2.250     | Fanes-Braies        | 50          | Alpe di Pices Fanes                       | 0474-501079  |                                                                          |
| Panorama                     | 2.060     | Fanes-Braies        | 50          | Passo Furcia                              | 0474-501162  |                                                                          |
| Scotoni                      | 2.042     | Fanes-Braies        | 20          | Armentarola                               | 0471-847330  |                                                                          |
| Vallandro                    | 2.040     | Fanes-Braies        | 20          | Picco di Vallandro                        | 0474-972505  |                                                                          |
| Valparola                    | 2.168     | Fanes-Braies        | 36          | Passo di Valparola                        | 0436-866556  |                                                                          |
| Bivacco Passo Sant'Antonio   | 2.466     | Fanes-Braies        |             | Passo di Sant'Antonio                     | -            |                                                                          |
| Munt de Sennes               | 2.170     | Fanes-Braies        |             | Alpe di Sennes                            | 0474-501311  |                                                                          |
| Capanna Alpina               | 1.720     | Fanes-Braies        | -           | Plan de l'Ega, Alta Valle di San Cassiano | 0474-72399   |                                                                          |
| Pederü                       | 1.548     | Fanes-Braies        |             | Marebbe                                   | 0474-501086  |                                                                          |
| Baita Bai de Dones           | 1.900     | Nuvolau             |             | Passo Falzarego                           | 0436-860688  |                                                                          |
| Nuvolau                      | 2.575     | Nuvolau             | 25          | Monte Nuvolau                             | 0436-867938  | Archiviato il 1º marzo 2012 in Internet Archive.                         |
| Averau                       | 2.413     | Nuvolau             | 41          | Forcella Nuvolau                          | 0436-4660    | Archiviato il 2 giugno 2011 in Internet Archive.                         |
| Cinque Torri                 | 2.137     | Nuvolau             | 16          | Sotto le Cinque Torri                     | 0436-2902    | Archiviato il 29 febbraio 2012 in Internet Archive.                      |
| Scoiattoli                   | 2.255     | Nuvolau             | 20          | Monte de Potòr                            | 0436-867939  | Archiviato il 6 ottobre 2011 in Internet Archive.                        |
| Alfonso Vandelli             | 1.926     | Sorapiss            | 40          | Lago di Sorapiss                          | 0435-39015   |                                                                          |
| Bivacco Comici               | 2.050     | Sorapiss            | 9           | Busa del Banco                            | -            |                                                                          |
| Bivacco Slataper             | 2.650     | Sorapiss            | 3           | Alto Fond de Ruseco                       | -            |                                                                          |
| Città di Carpi               | 2.110     | Cadini di Misurina  | 32          | Forcella Maraia                           | 0435-39139   |                                                                          |
| Fonda-Savio                  | 2.367     | Cadini di Misurina  | 40          | Passo dei Tocci                           | 0435-39036   |                                                                          |
| Antelao                      | 1.796     | Antelao             | 24          | Sella di Pradonego                        | 0435-75333   |                                                                          |
| Pietro Galassi               | 2.018     | Antelao             | 100         | Forcella Piccola                          | 0436-9685    |                                                                          |
| San Marco                    | 1.823     | Antelao             | 37          | Col de Chis da Os                         | 0436-9444    |                                                                          |
| Capanna Tita Panciera        | 1.697     | Antelao             | 11          | Forcella Antracisa                        | -            |                                                                          |
| Baion - Elio Boni            | 1.828     | Marmarole           | 24          | Col de San Piero                          | 0435-76060   |                                                                          |
| Ciareido                     | 1.969     | Marmarole           | 44          | Croda paradiso                            | 0435-76276   |                                                                          |
| Bivacco F.lli Toso           | 2.246     | Marmarole           | 9           | Col di Vallonga                           | -            |                                                                          |
| Bivacco F.lli Fanton         | 1.750     | Marmarole           | 9           | Alta Val Baiòn                            | -            |                                                                          |
| Giovanni Chiggiato           | 1.911     | Marmarole           | 50          | Monte Pianezze                            | 0435-31452   |                                                                          |
| Bivacco Leo Voltolina        | 2.082     | Marmarole           | 9           | Val de Mèz                                | -            |                                                                          |
| Capanna Rocchi-Frescura      | 1.950     | Marmarole           | 12          | Monte Pianezze                            | -            |                                                                          |
| Bivacco Tiziano              | 2.246     | Marmarole           | 8           | Col di Vallonga                           | -            |                                                                          |
| Bivacco Cesare Tomè          | 2.860     | Civetta             | 6           | Cima Val del Giazzer                      | -            |                                                                          |
| Carestiato                   | 1.834     | Civetta             | 44          | Col dei Pass (Moiazza)                    | 0437-62949   |                                                                          |
| Attilio Tissi                | 2.262     | Civetta             | 58          | Col Reàn                                  | 0437-721644  |                                                                          |
| M. V. Torrani                | 2.984     | Civetta             | 18          | Pian della Tenda                          | 0437-789150  |                                                                          |
| Sonino al Coldai             | 2.132     | Civetta             | 88          | Forcella Coldai                           | 0437-789160  |                                                                          |
| Mario Vazzoler               | 1.714     | Civetta             | 87          | Col Negro di Pelsa                        | 0437-660008  |                                                                          |
| Città di Fiume               | 1.917     | Pelmo               | 32          | Malga Durona                              | 0437-720268  |                                                                          |
| Palafavera                   | 1.514     | Pelmo               | 25          | Palafavera                                | 0437-789133  |                                                                          |
| Passo Staulanza              | 1.766     | Pelmo               | 25          | Passo Staulanza                           | 0437-788566  |                                                                          |
| Venezia al Monte Pelmo       | 1.946     | Pelmo               | 55          | Passo di Rutorto                          | 0436-9684    |                                                                          |
| Bivacco Piero Rossi          | 1.800     | Schiara             |             | Val de Piero                              | -            |                                                                          |
| Bivacco Sperti               | 2.000     | Schiara             | 6           | 1ª Pala del Balcòn                        | -            |                                                                          |
| Rifugio 7º Alpini            | 1.502     | Schiara             | 58          | Pis Pilòn                                 | 0437-941631  |                                                                          |
| Auronzo                      | 2.320     | Dolomiti di Sesto   | 115         | Forcella Longeres                         | 0435-39002   |                                                                          |
| Maggiore Angelo Bosi         | 2.205     | Dolomiti di Sesto   | 15          | Monte Piana                               | 0435-390034  |                                                                          |
| Antonio Berti                | 1.950     | Dolomiti di Sesto   | 48          | Val Popera                                | 0435-67155   |                                                                          |
| Rifugio Giosuè Carducci      | 2.297     | Dolomiti di Sesto   | 35          | Alta Val Giralba                          | 0435-400485  |                                                                          |
| Bivacco De Toni              | 2.560     | Dolomiti di Sesto   | 9           | Forcella de l'Agnel della Croda dei Toni  | -            |                                                                          |
| Zsigmondy-Comici             | 2.224     | Dolomiti di Sesto   | 80          | Piani di Rio di Sopra                     | 0474-710358  |                                                                          |
| Bivacco Carlo Gera           | 2.200     | Dolomiti di Sesto   | 9           | Ciadìn de Ambata del Monte Popera         | -            |                                                                          |
| Bivacco Battaglione Cadore   | 2.219     | Dolomiti di Sesto   | 9           | Ciadìn de Stalata del Monte Popera        | -            |                                                                          |
| Bivacco Franco Piovàn        | 2.070     | Dolomiti di Sesto   | 9           | Ciadìn dei Bagni                          | -            |                                                                          |
| Bivacco Ai Mascabroni        | 2.932     | Dolomiti di Sesto   | 9           | Cima Undici                               | -            |                                                                          |
| Lavaredo                     | 2.344     | Dolomiti di Sesto   | 30          | Piani di Lavaredo                         | 249-6028675  |                                                                          |
| Antonio Locatelli            | 2.405     | Dolomiti di Sesto   | 210         | Forcella di Toblìn                        | 0474-710347  |                                                                          |
| Plan de Corones              | 2.231     | Dolomiti di Sesto   | 22          | Plan de Corones                           | 0474-554836  |                                                                          |
| Tre Scarperi                 | 1.626     | Dolomiti di Sesto   | 56          | Val Campo di Dentro                       | 0474-966610  |                                                                          |
| Prato Piazza                 | 1.993     | Dolomiti di Sesto   | 46          | Prato Piazza di Braies                    | 0474-748650  |                                                                          |
| Pian di Cengia               | 2.528     | Dolomiti di Sesto   | 11          | Forcella Pian di Cengia del monte Paterno | 0474-710258  |                                                                          |
| Città di Bressanone          | 2.447     | Odle-Puez           | 56          | Val di Landro                             | 0472-521333  |                                                                          |
| Genova al Passo Poma         | 2.297     | Odle-Puez           | 84          | Passo Poma                                | 0472-840132  |                                                                          |
| Firenze                      | 2.037     | Odle-Puez           | 90          | Alpe di Cislès                            | 0471-796307  |                                                                          |
| Fermeda                      | 2.111     | Odle-Puez           | 30          | Alpe di Fermeda                           | 335-7061089  |                                                                          |
| La Ciasota                   | 1.822     | Odle-Puez           |             | Colfosco                                  | 0472-836024  |                                                                          |
| Malga Brogles                | 2.045     | Odle-Puez           | 30          | Malga Brogles                             | 0471-655642  |                                                                          |
| Prato Croce                  | 1.924     | Odle-Puez           |             | Giogo d'Asta                              | 0472-413714  |                                                                          |
| Puez                         | 2.475     | Odle-Puez           | 28          | Colfosco                                  | 333-8759838  |                                                                          |
| Ütia de Börz Hütte           | 2.002     | Odle-Puez           |             | Passo delle Erbe                          | 0474-520066  |                                                                          |
| Val da Lé                    | 2.030     | Odle-Puez           | 8           | Col di Lé - Prati della Turnarecia        | 0474-501236  |                                                                          |
| Franz Kostner                | 2.550     | Sella               | 25          | Vallon                                    | -            | -                                                                        |
| Bivacco Donato Zeni          | 2.100     | Monzoni             | 5           | Vallacia                                  | -            | -                                                                        |
| Jimmy Hütte                  | 2.222     | Odle-Puez           |             | Val Gardena                               | 0471-836776  | http://jimmihuette.it                                                    |
| Panorama                     | 2130      | Odle-Puez           |             | Val Gardena                               | 335 707 3056 | baitapanorama.it                                                         |

## Galleria d'immagini

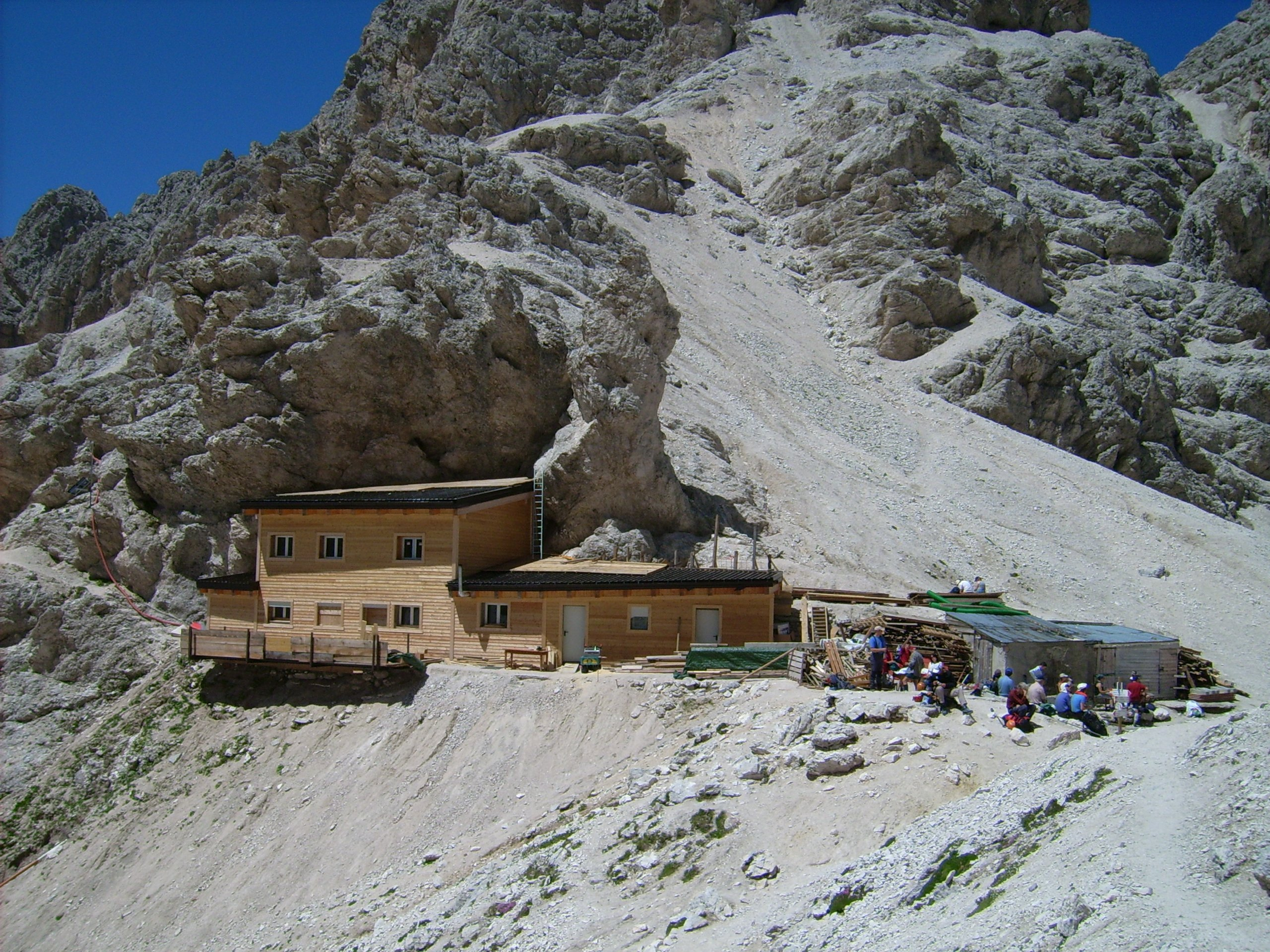
Il Rifugio Passo Principe, nel Gruppo del Catinaccio.
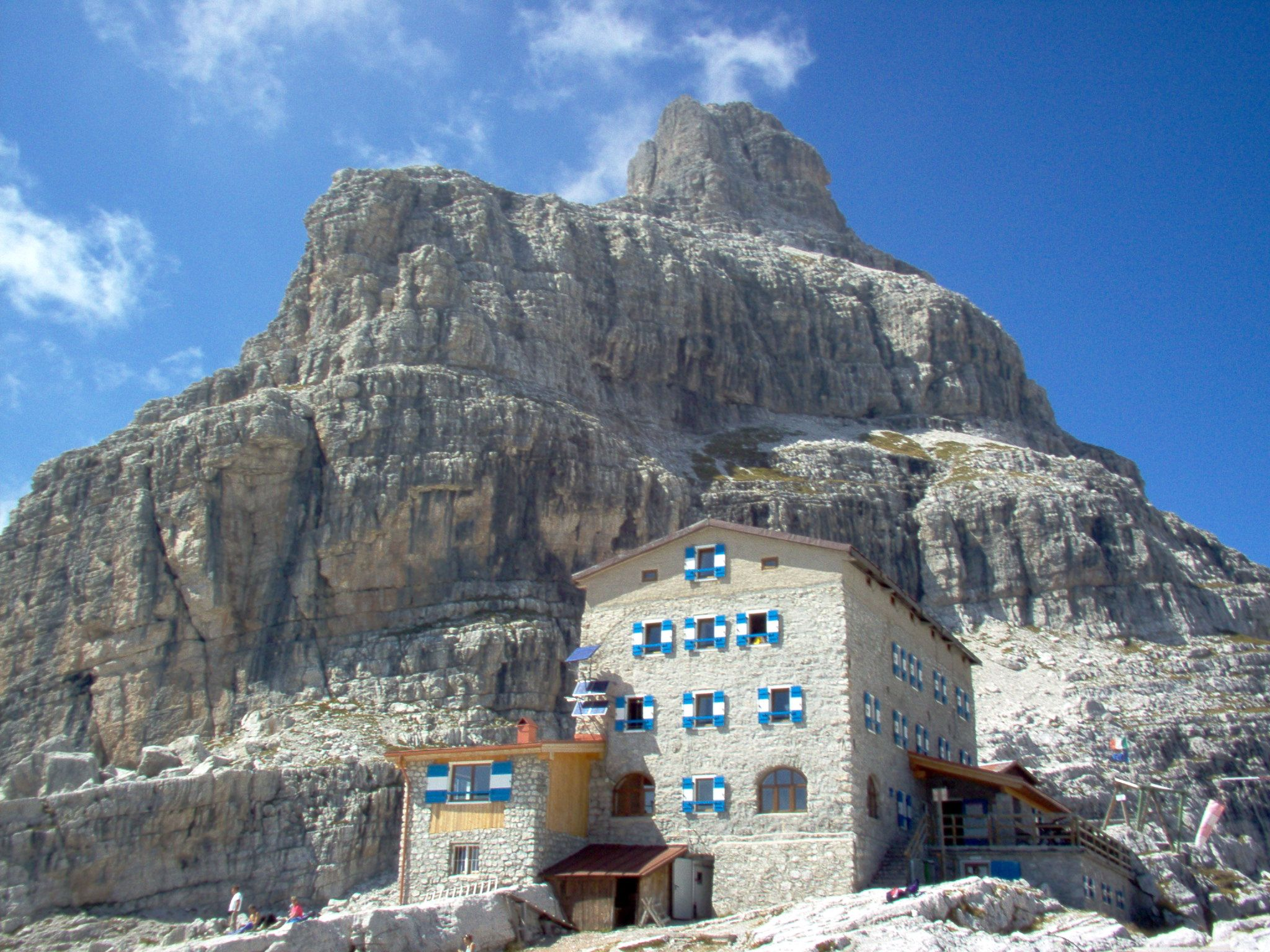
Il Rifugio Tommaso Pedrotti, nelle Dolomiti di Brenta.
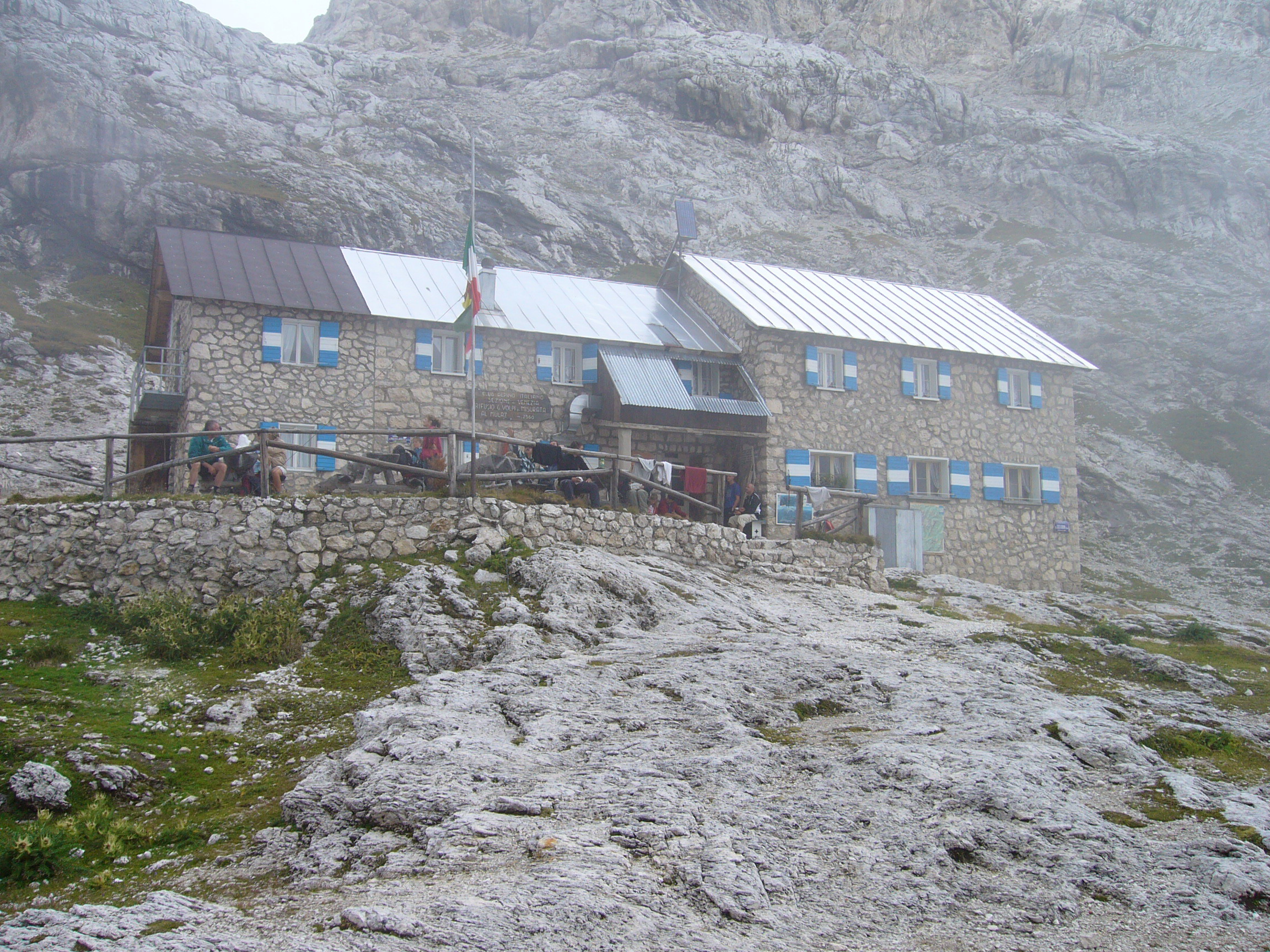
Il Rifugio Giuseppe Volpi al Mulaz, nelle Pale di San Martino.
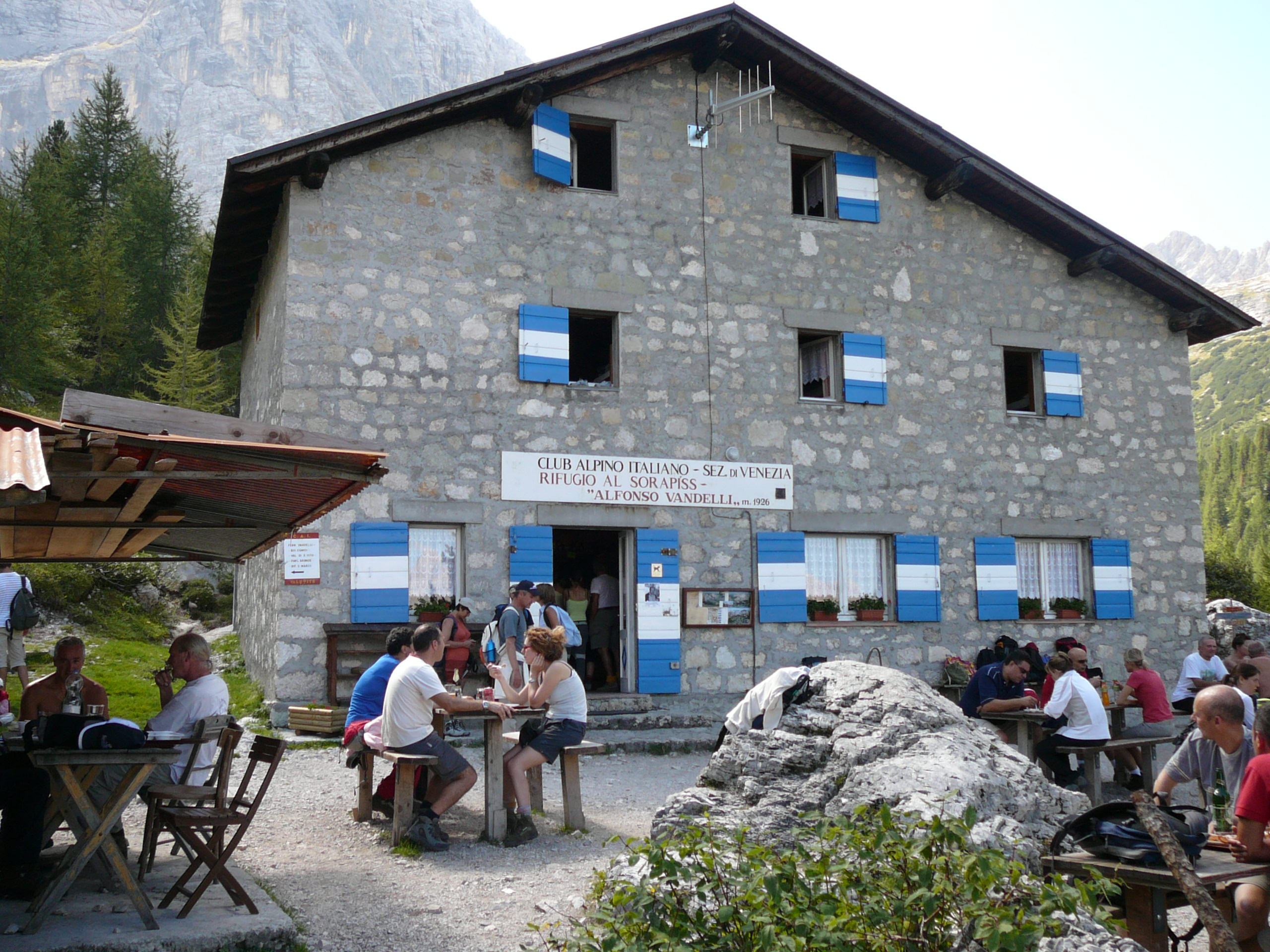
Il Rifugio Vandelli, nel Sorapiss.
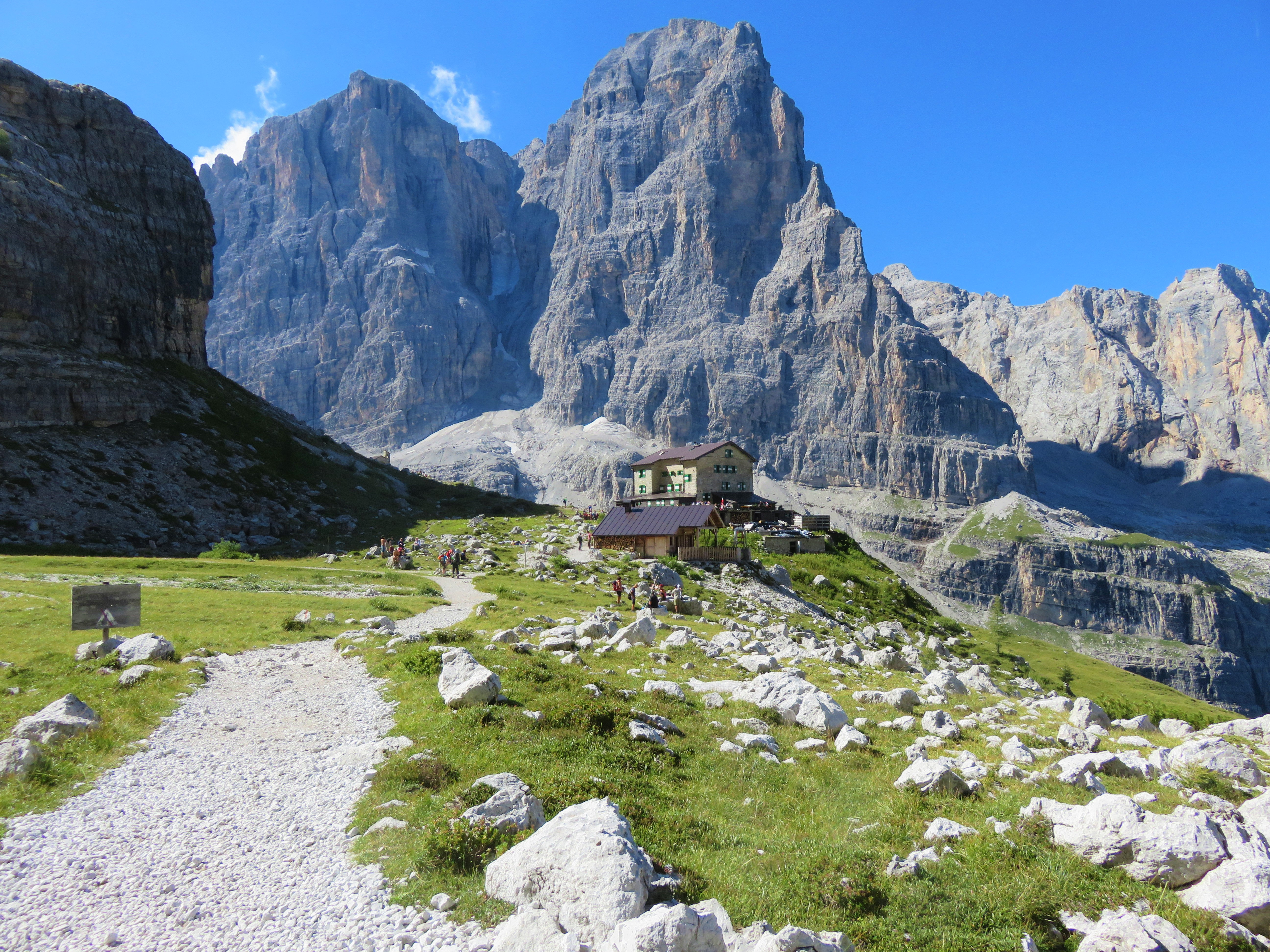
Il Rifugio Brentei, sotto al Crozzòn di Brenta e alla Cima Tosa.
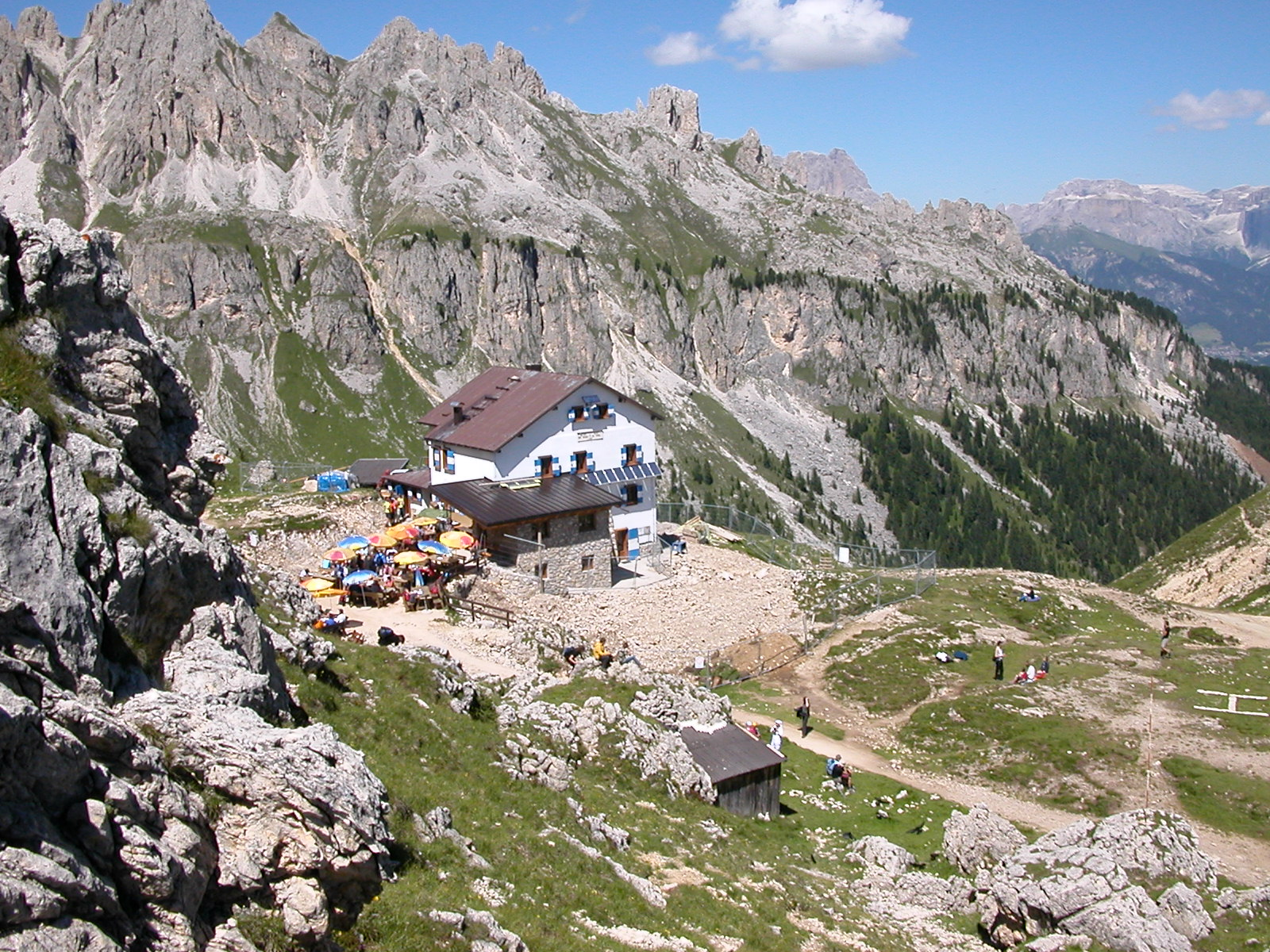
Il Rifugio Roda di Vaèl, nella Sella del Ciampàz del Catinaccio.
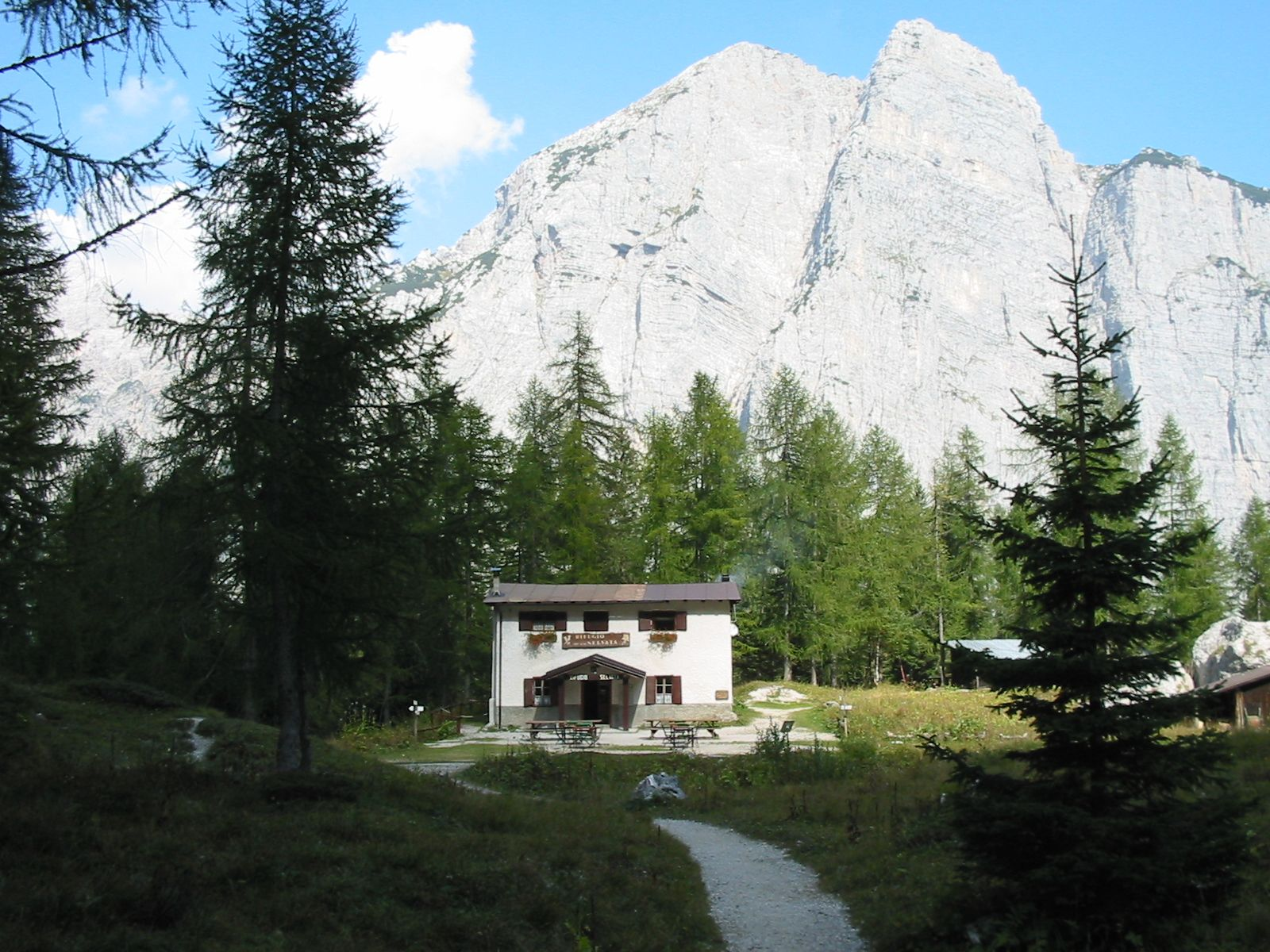
Il Rifugio Selvata, nelle Dolomiti di Brenta.
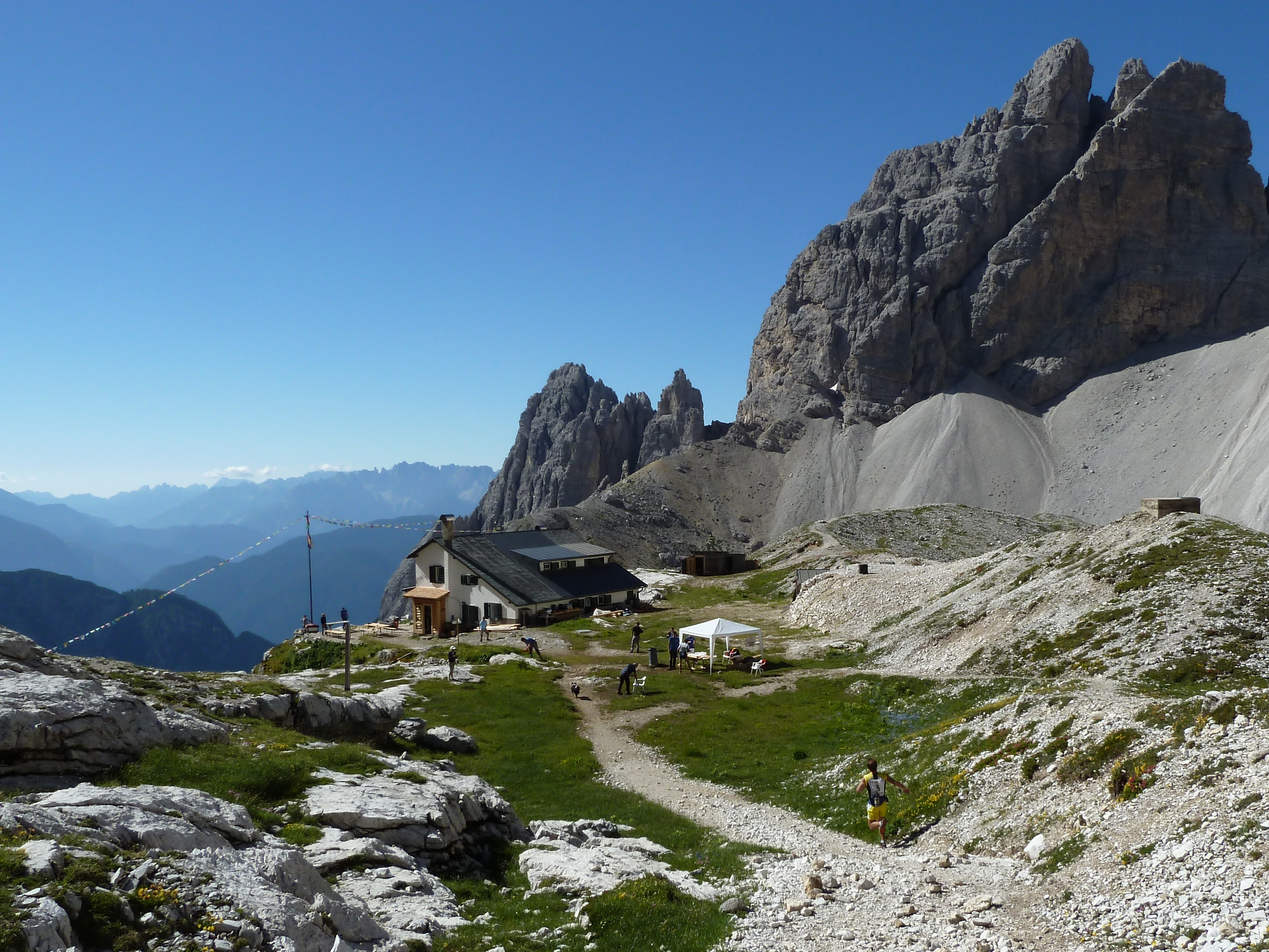
Il Rifugio Carducci, Alta Val Giralba.
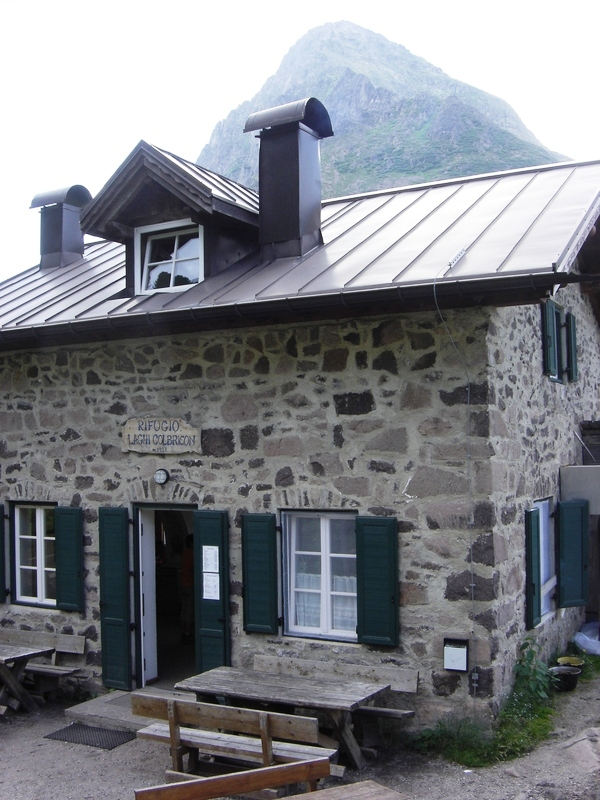
Il Rifugio Alpino Laghi di Colbricon.
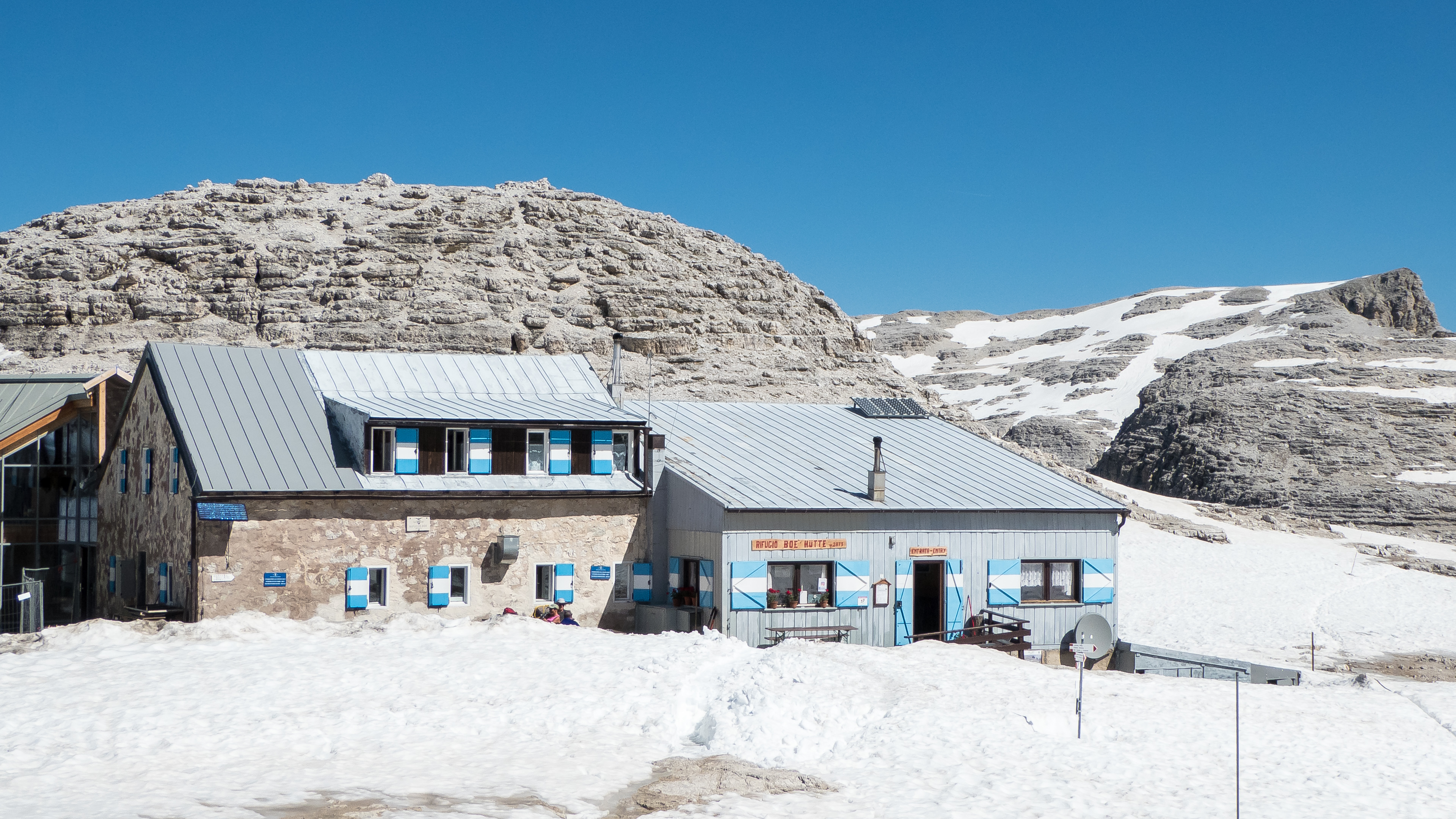
Il Rifugio Boè, nel Gruppo del Sella.
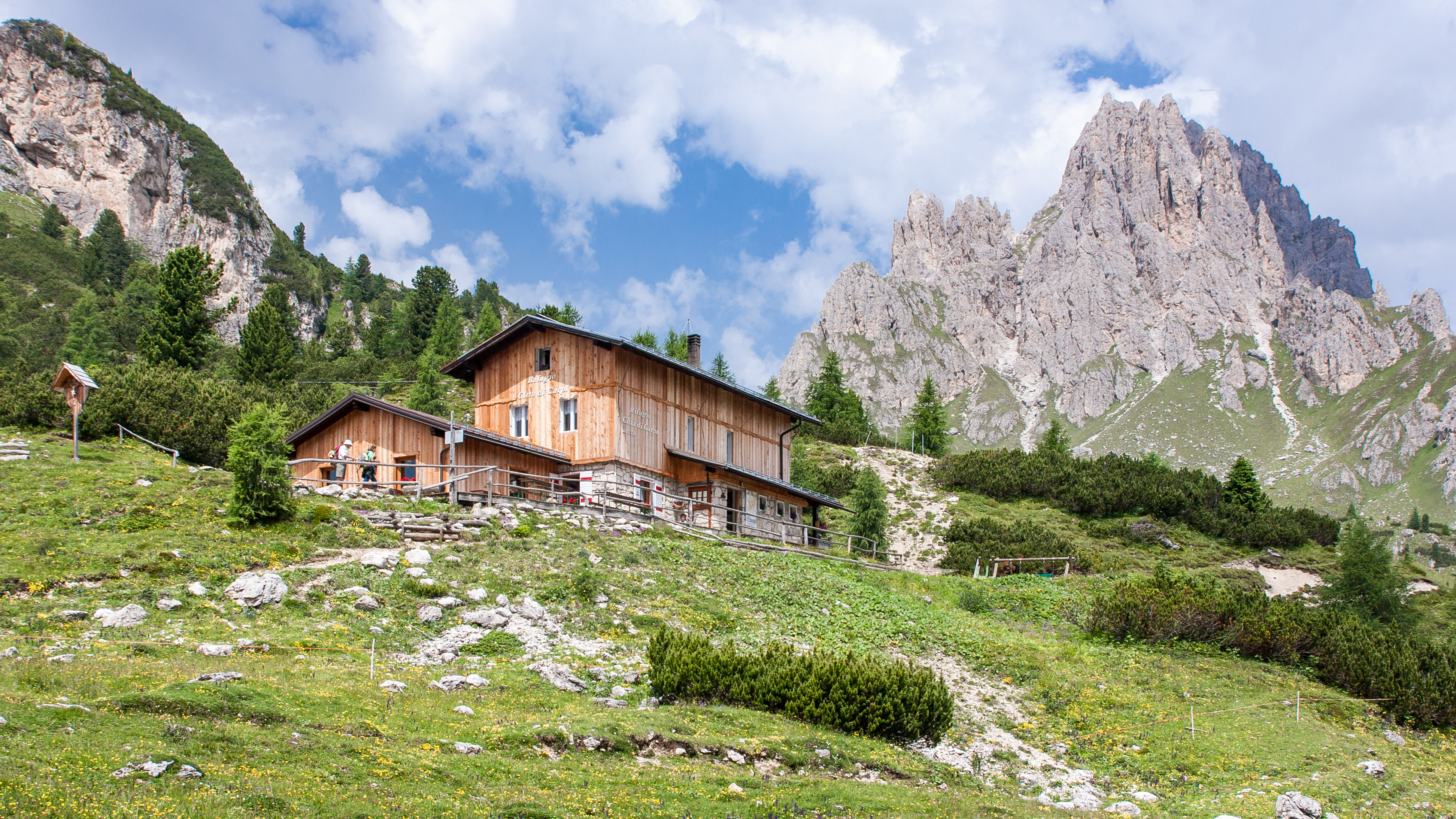
Il Rifugio Città di Carpi, nei Cadini di Misurina.